# Bavški Grintavec
Bavški Grintavec je gora v Julijskih Alpah in z 2347 m najvišji vrh v južnem delu skupine Jalovca. Njegovi trije grebeni, ki se zaključujejo na njegovem vrhu, se dvigajo nad dolinami Bavšice (severozahodna stran), Zadnje Trente (severna stran) in Trente (jugovzhodna stran). Jugozahodni greben, ki je najdaljši, se prične pri kraju Kal-Koritnica v Bovški kotlini in se zložno dviguje preko ošiljenega vrha Svinjaka (1637 m) do Škrbine v Brdih (1990 m). Od tod se strmeje dvigne preko Vrh Brda (2143 m) in Malega Grintavca (2294 m) vse do glavnega vrha. Z njega se v isti smeri spušča severovzhodni greben preko Sravnika (2140 m) na sedlo Velika vrata (1841 m), le-to pa ga loči od Srebrnjaka (2100 m) in Trentskega Pelca (2109 m). Najkrajši severni greben se strmo spusti na bližnje sedlo Kanja (2030 m), ki ga ločuje od daljšega grebena Pelcev in osrednje Jalovčeve skupine.

## Izhodišča
- Bovec, Bavšica,
- Bovec, Soča,
- Bovec, Zadnja Trenta.

## Vzponi na vrh
- 5-6h: iz Bavšice, čez sedlo Kanja,
- 5-6h: iz Bavšice, po jugozahodnem grebenu (delno brezpotje),
- 6h: od Koče pri izviru Soče, skozi Zadnjo Trento,
- 5-6h: iz Soče, po jugovzhodnem pobočju.

## Razgled
- Triglavsko pogorje
- skupina Kanina
- skupina Razorja, v ozadju najvišja Škrlatica